# Palais de Saadabad

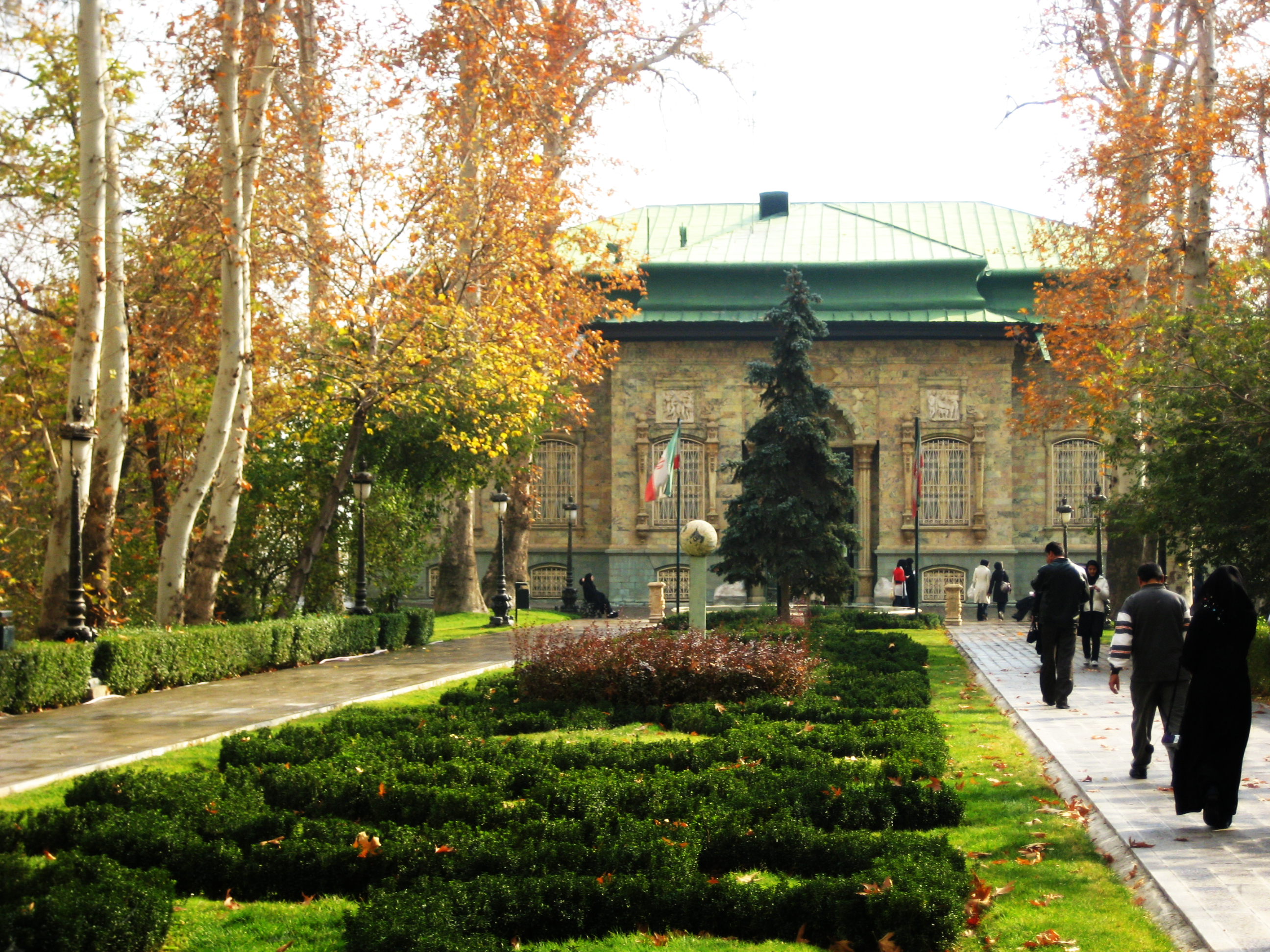
Vue de l'entrée d'honneur du palais Vert, ou Chahvand, aujourd'hui musée

Le palais de Saadabad (en persan : کاخ سعدآباد / Kâx-e Sa'd-Âbâd) est un ensemble palatial construit par la dynastie Qadjare et la dynastie Pahlavi d'Iran dans le district de Shemiran de Téhéran. Il abrite aujourd'hui la résidence officielle du président de la république islamique d'Iran.

## Historique
Ce sont les derniers membres de la dynastie Qadjar qui font construire les premiers bâtiments de cet ensemble au début du XXe siècle, dans une partie alors excentrée de la capitale, au climat plus aéré en été grâce à la proximité des montagnes.
Reza Chah a d'abord vécu ici dans les années 1920 et y fait construire des pavillons et des villas plus modernes avant de déménager au palais de Marbre en centre ville. Le traité de Sa'dabad y fut signé e 1937. Mohammad Reza Pahlavi déménagea ici à la fin des années 1960, après la tentative d'attentat de 1965, et parce que l'agrandissement de la famille royale nécessitait un confort plus contemporain. Après la révolution islamique de 1979, les différents pavillons et villas composant le palais ont été transformés en musées. Les appartements privés de la famille royale se trouvaient au palais Blanc.

## Utilisation actuelle
Actuellement, les différentes parties du site du palais de Saadabad sont des musées, dans lesquels les visiteurs peuvent voir certains aspects de la riche histoire culturelle de l'Iran. Certaines parties du site sont utilisées par l'Organisation de l'Héritage Culturel d'Iran qui est responsable de la plupart des artefacts et des sites historiques d'Iran. La villa Chakhram est devenue le musée de la Guerre ; dans d'autres pavillons, on trouve désormais le musée de l'Eau, le musée des beaux-arts, le musée Hossein-Behzâd, consacré aux miniature persanes et à la collection du miniaturiste, etc.
Il existe aussi à l'intérieur du domaine un bâtiment destiné à recevoir les hôtes étrangers et les invités de marque de la présidence iranienne. Il se trouve dans l'ancienne villa de la mère du chah, Tadj ol-Molouk, et ne se visite donc pas. 

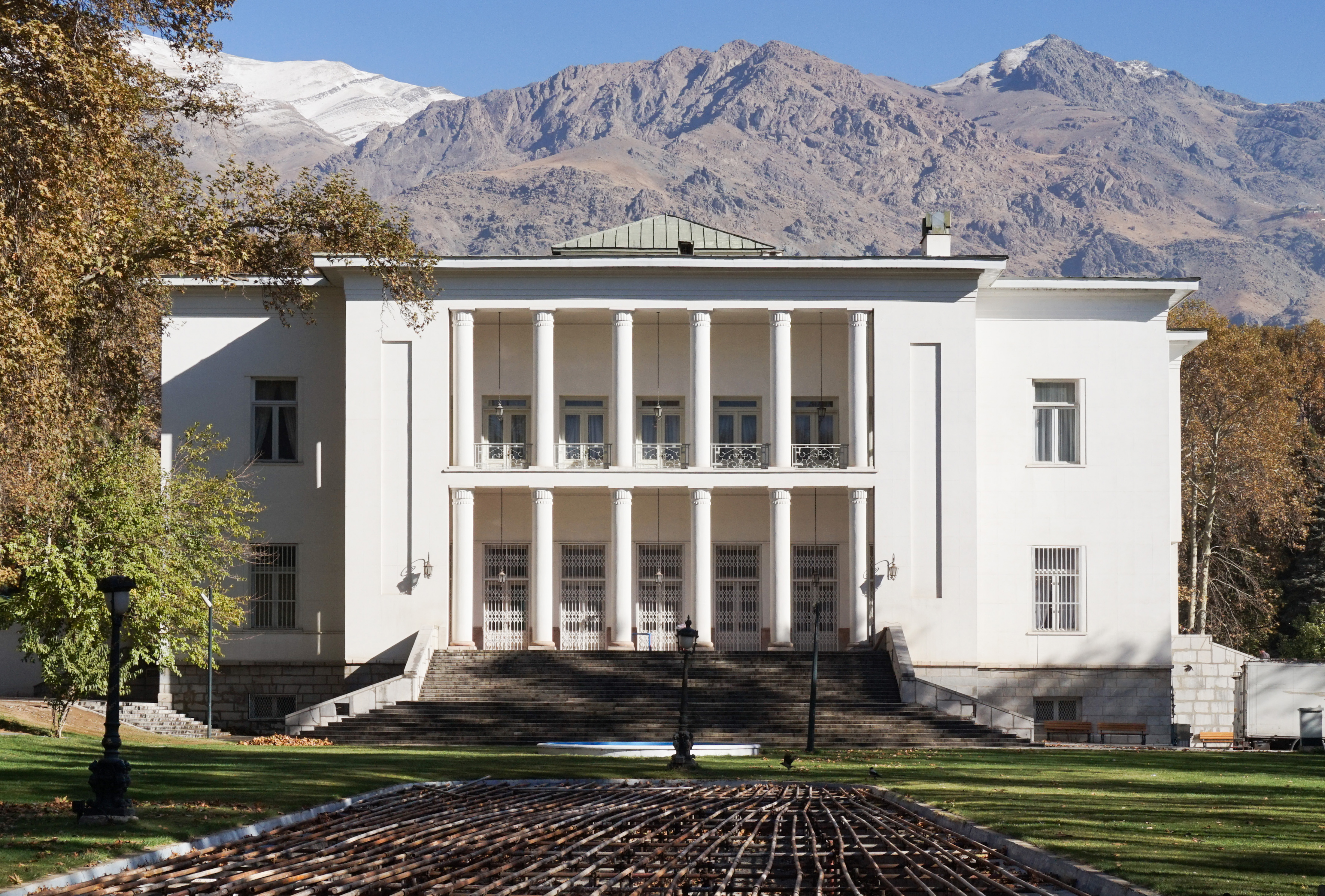
Vue du Palais Blanc de l'extérieur avec le mont Tochal au fond.
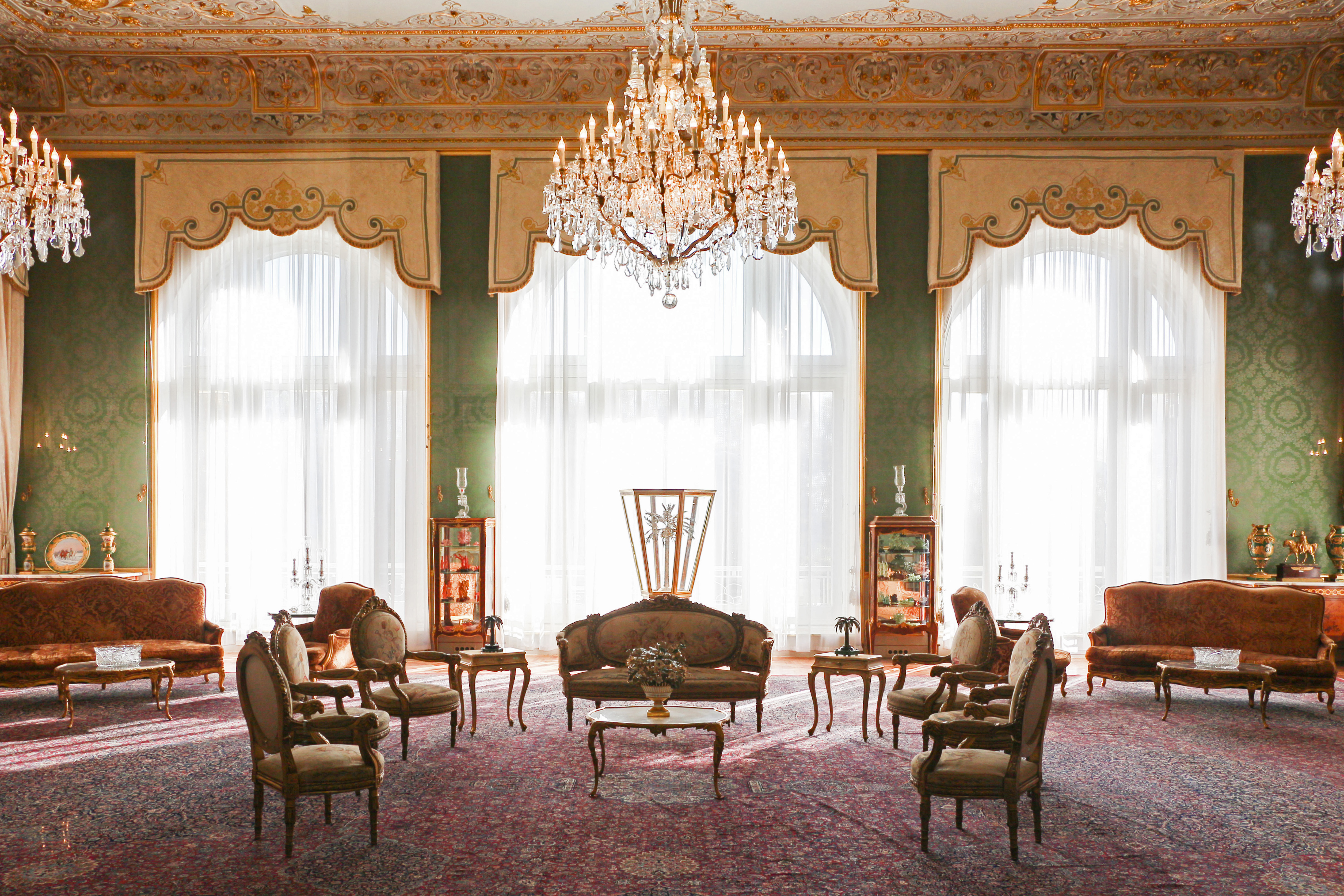
Vue de l'intérieur du Palais Blanc.
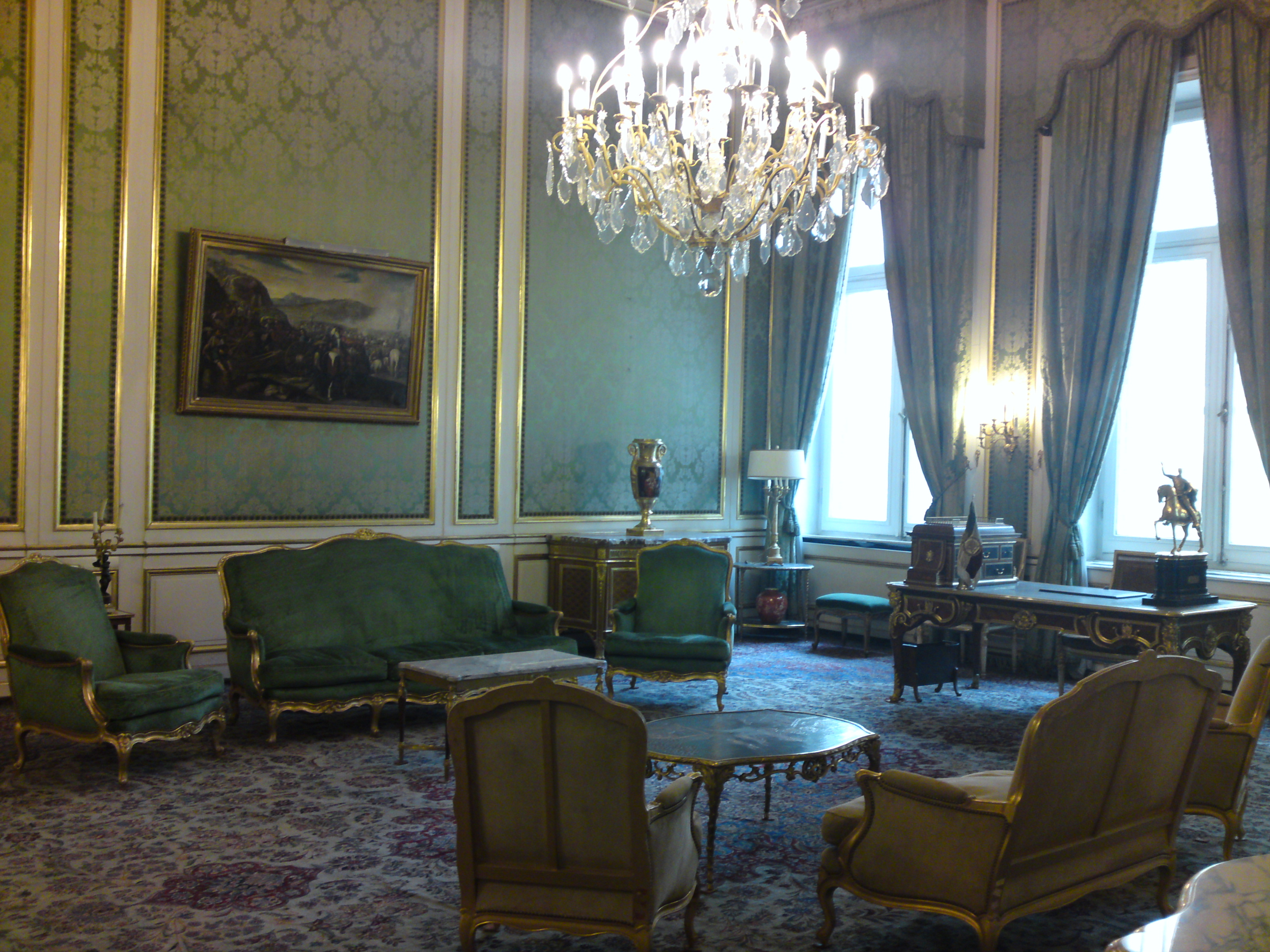
Vue de l'ancien petit salon et bureau de Farah Pahlavi au palais Blanc
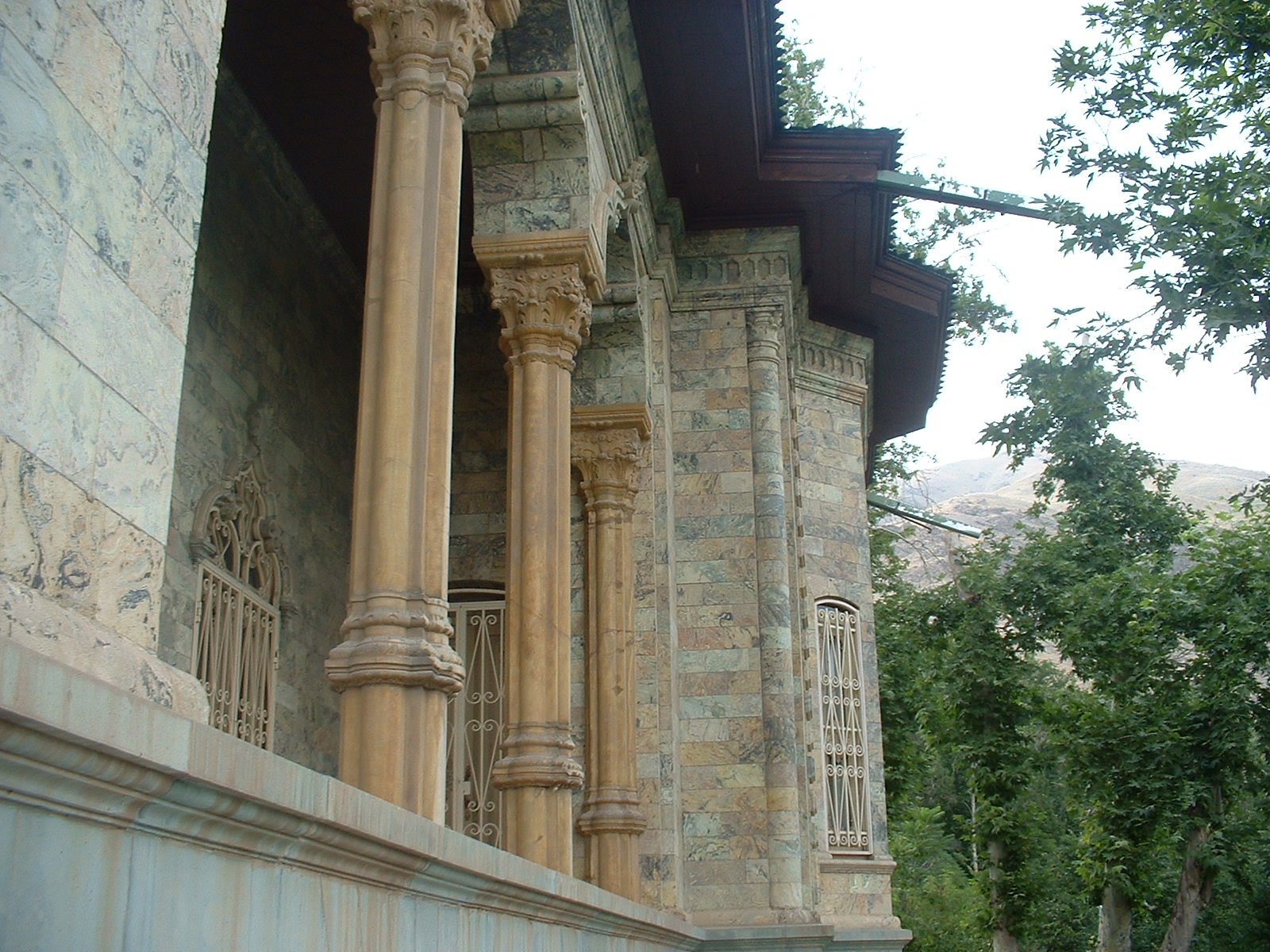
Vue du côté du Palais vert dans lequel vécurent Reza Khan et Mohammad Reza Chah.
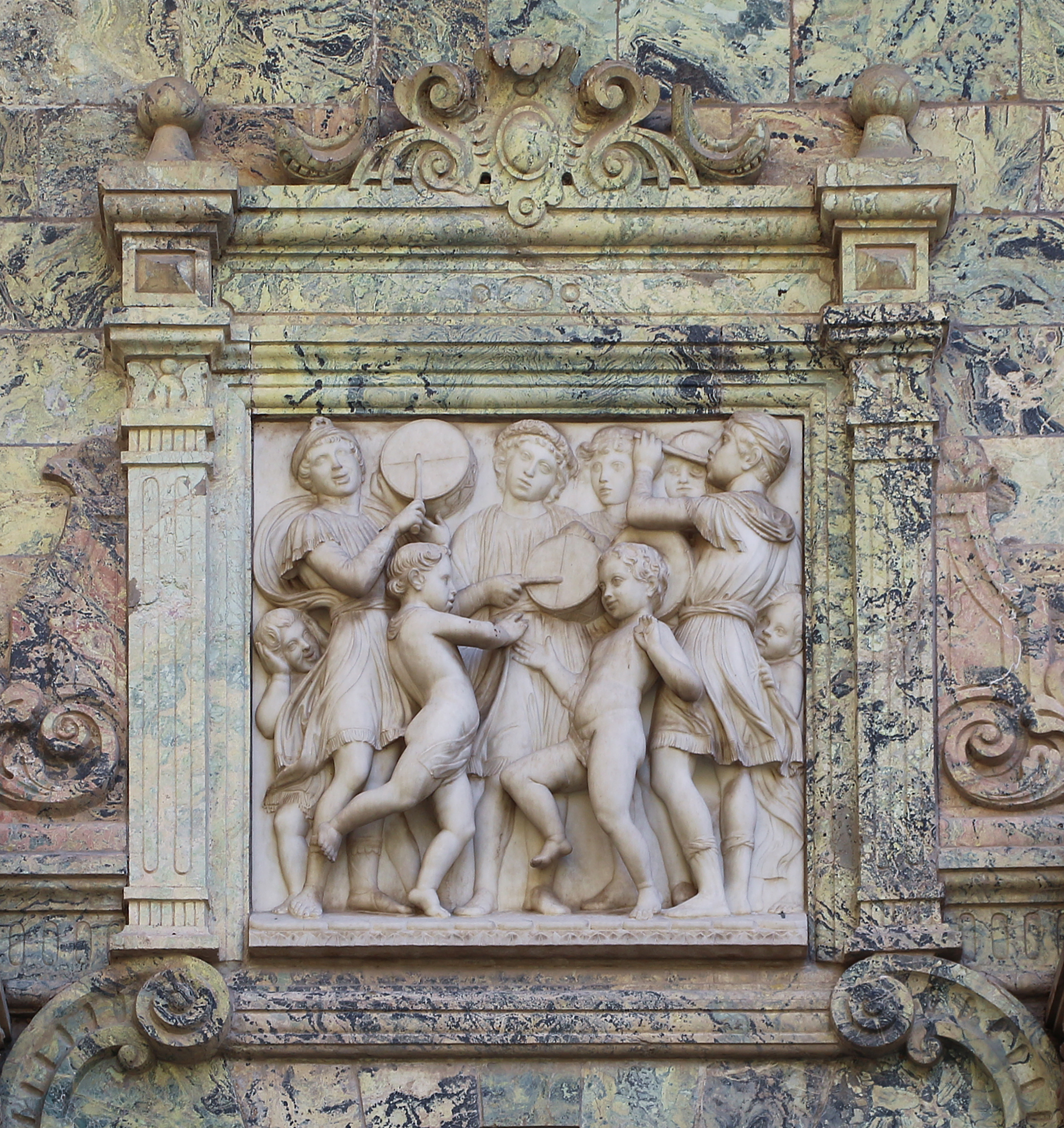
Bas-relief sur le Palais vert.

## Portes
1. Porte Nezamieh, par laquelle Reza Chah rentrait dans le complexe.
2. Porte Za'feranieh
3. Porte de la rue Darband, par laquelle Mohammad Reza Pahlavi rentrait dans le complexe.
4. Porte de la place de Darband
5. Porte Ja'far Abad (1re)
6. Porte Ja'far Abad (2e)
7. Porte de la Rivière
8. Porte du Palais Blanc

## Châteaux, palais
Au total, le palais de Saadabad contient dix-huit villas, palais ou pavillons, qui sont les suivants :
1. Palais d’Ahmad Chah (actuellement utilisé par les femmes basij)
2. Palais Chahvand (actuellement Palais Vert)
3. Palais Blanc (actuellement musée national), ancienne résidence privée de la famille du dernier chah
4. Palais Spécial (anciennement Musée d’histoire naturelle, actuellement utilisé comme lieu de réception officielle par la présidence de la République)
5. Palais Noir (كاخ اسود) (actuellement musée des arts contemporains)
6.Villa Chams (sœur du dernier chah, actuellement musée d’ethnologie)
7. Villa Ashraf (nommée d'après la sœur jumelle de Mohammad Reza Pahlavi, actuellement musée des plats historiques)
8. Villa de Gholam-Reza (demi-frère du dernier chah)
9. Villa de la reine-mère (actuellement bâtiment de la République destiné à loger les invités de la présidence de la République), ancienne villa de Tadj ol-Molouk.
10. Villa d’Ahmad-Reza  (demi-frère du dernier chah)
11. Villa d’Abdol-Reza (demi-frère du dernier chah, actuellement centre de contrôle de Sa’dabad)
12. Villa de Bahman Pahlavi (nommée d’après le fils du prince Gholam-Reza, actuellement centre de formation)
13. Villa de Shahram (nommé d’après le fils d’Ashraf Pahlavi, actuellement musée militaire)
14. Farideh Diba
15. Palais de Valiahd Reza Pahlavi (1er palais, actuellement musée des miniatures de Behzad)
16. Palais de Valiahd Reza Pahlavi (2e palais, actuellement musée de Dafineh)
17. Pavillon de Farahnaz et Ali-Reza (enfants du dernier chah Mohammad Reza Pahlavi, actuellement musée de la Calligraphie et du Livre Mir Emad)
18. Pavillon de Leila